# Margaryta Yakovenko
Margaryta Yakovenko (Tokmak, Ucraïna, 1992) és una periodista i escriptora ucraïnesa instal·lada a l'Estat espanyol des del 1999.
Nascuda a Tokmak, Ucraïna, amb set anys es va traslladar amb la seva família a un poble de la costa de Múrcia. Va estudiar periodisme a la Universitat de Múrcia i va realitzar el màster de Periodisme Polític Internacional de la Universitat Pompeu Fabra. Ha estat redactora i editora a PlayGround, El Periódico de Catalunya i L'Opinió. Més endavant, s'incorporà a El País, i ha col·laborat en mitjans com La Sexta. L'any 2018 va publicar el conte «No queda tant» a l'antologia Quaderns de Medusa, de l'editorial Amor de Madre. L'any 2020 va debutar amb Desencaixada, la seva primera novel·la publicada per Caballo de Troya, un relat autobiogràfic ple de tristesa, nostàlgia i humor, que retrata certeses com que el lloc del que te'n vas i al que tornes mai és el mateix.
El juny de 2022 Yakovenko va rebre el Premi Gaudí Gresol a la Notorietat i l'Excel·lència, en la categoria de Literatura, atorgat per la Fundació Gresol.